# 畳

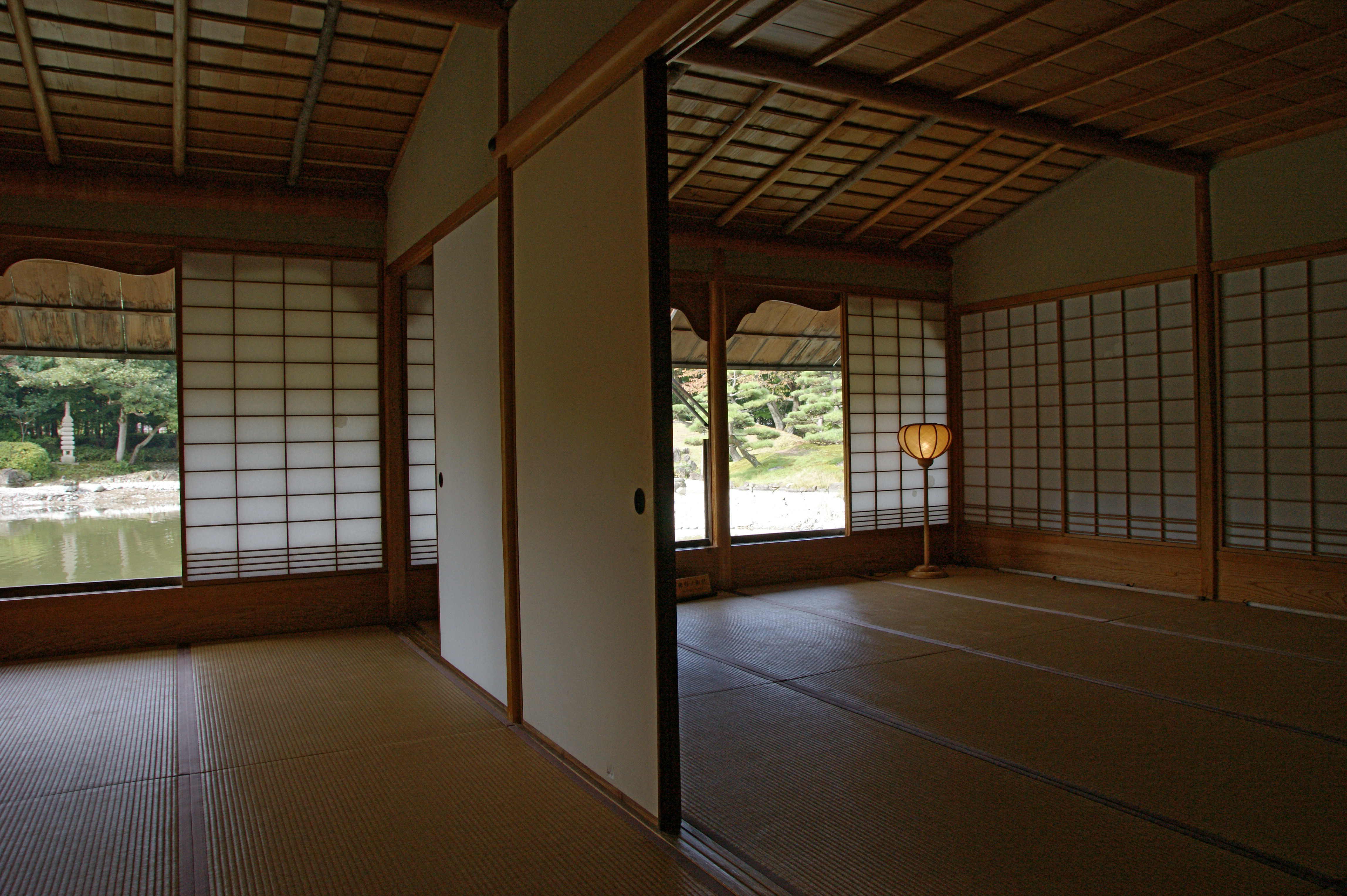
養浩館

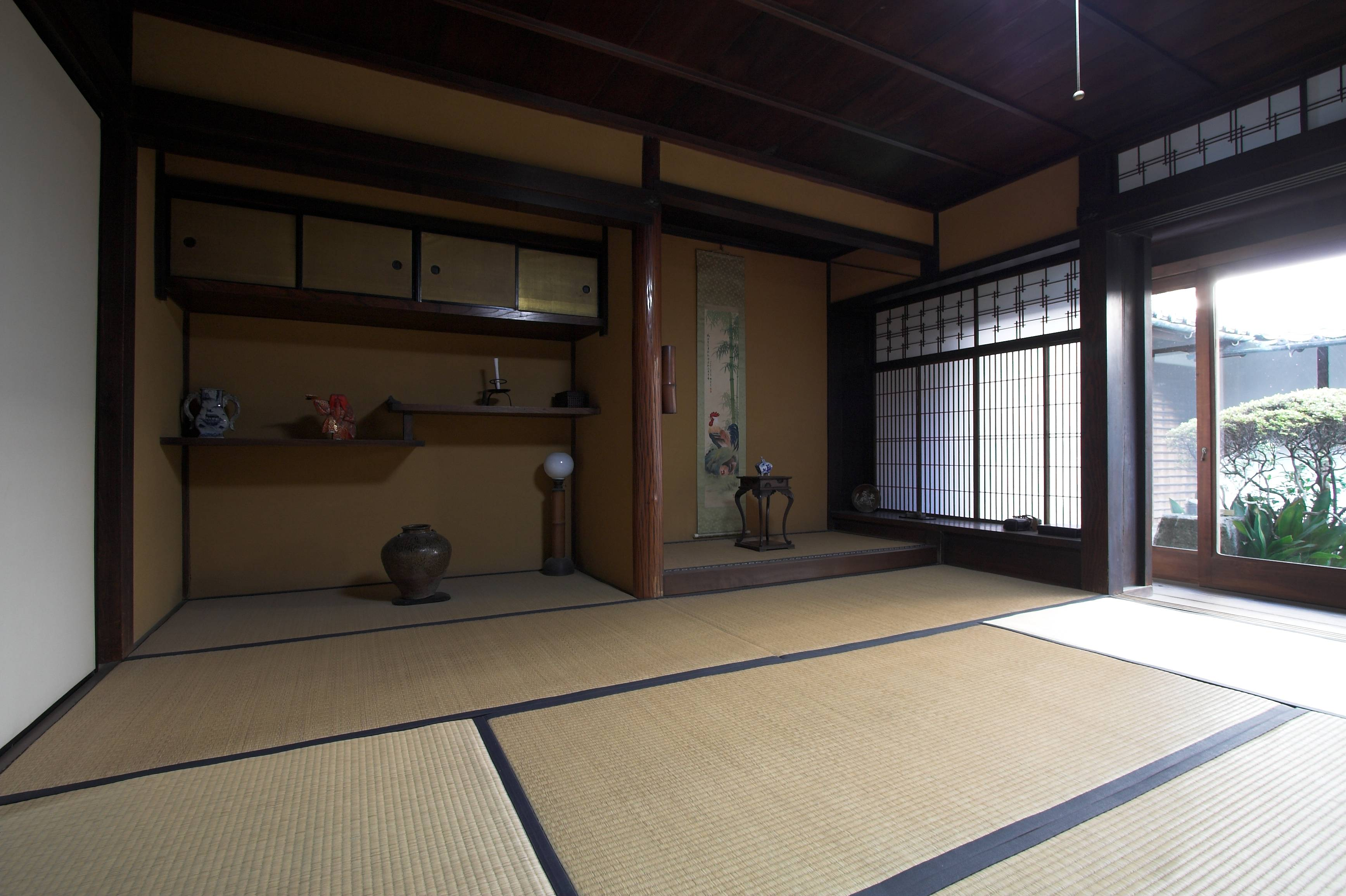
祝儀敷きによる畳の部屋。高木家住宅（奈良県橿原市）

畳（たたみ）は、日本で利用されている伝統的な床材。表面の畳表（たたみおもて）と芯材となる畳床（たたみどこ）で主に構成され、一般的にはこれらを畳縁（たたみべり）とともに縫いつけたものである。畳表には特殊用途のものを除いてイグサ（藺草）が用いられる。また、畳縁のないものもあり坊主畳などと呼ぶ。なお、縁なし畳全般を琉球畳と呼ぶことがあるが、琉球畳は元来は七島藺を使用した畳表のことをいう。
2020年「伝統建築工匠の技：木造建造物を受け継ぐための伝統技術」がユネスコ無形文化遺産に登録され、この中には「畳製作」が含まれている。

## 歴史

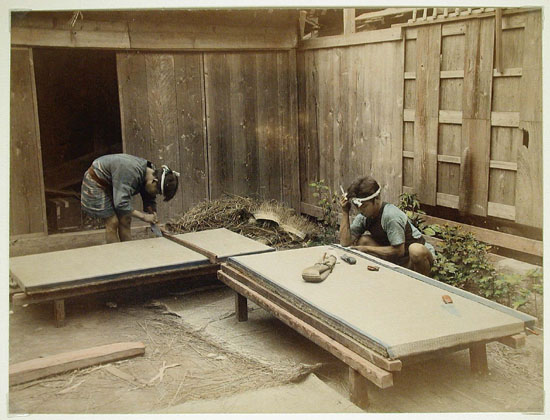
手縫いによる製作風景

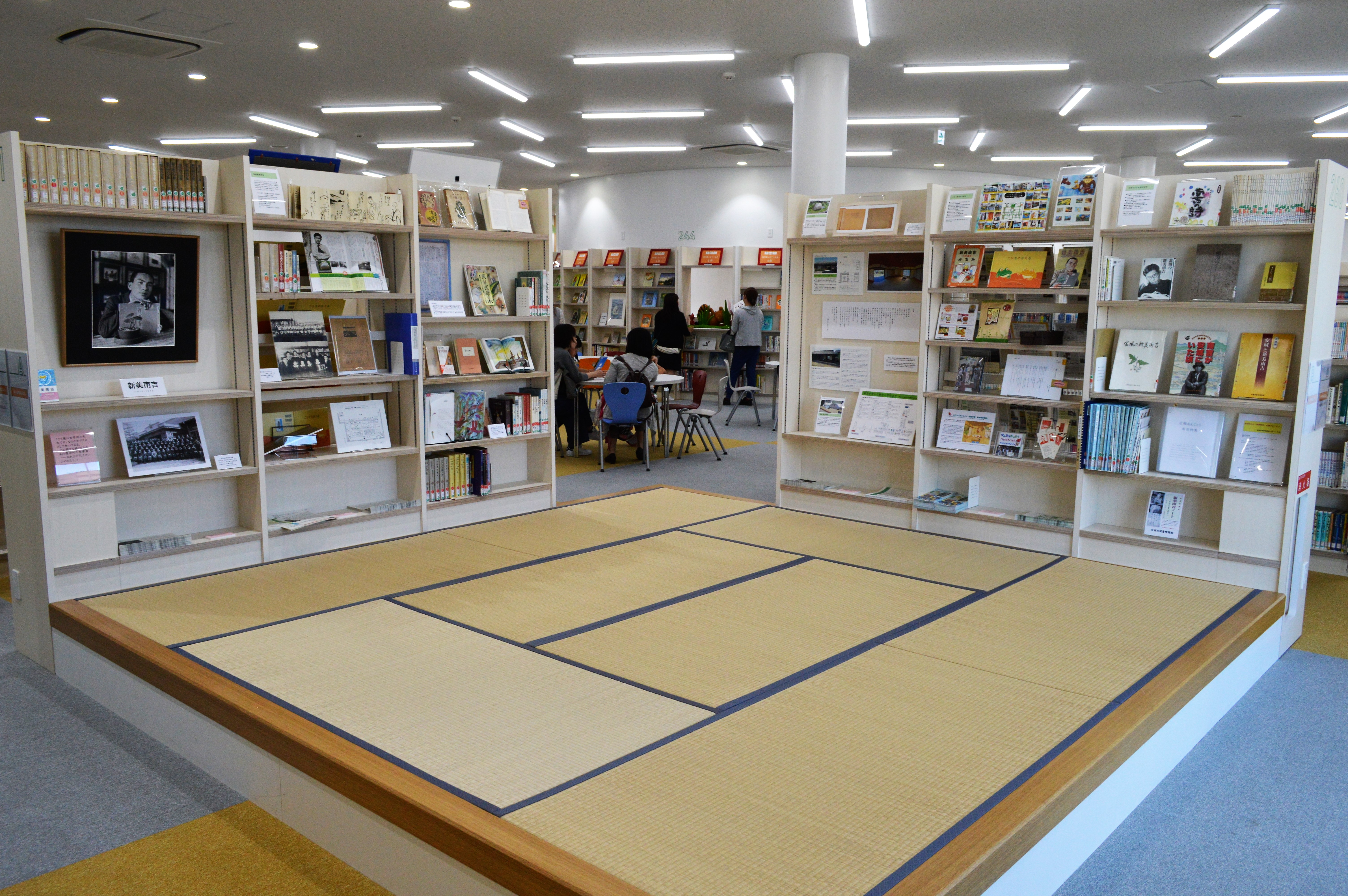
フロアの一角に設けられた畳エリア

### 古代
縄文時代には莚（むしろ）のような平織の技術は既に存在したが、イグサのような細い緯材（よこざい）を経糸（たていと）が見えないほど密に編むには織機のようなものが必要であるため、現代のような畳が縄文時代に存在した可能性は少ないと考えられている。弥生時代の北部九州の甕棺からはイグサを緯材とする織物が出土しているが、縄文時代のものとは織り方の技術に大きな違いがある。
「畳」の字は本来は畳めるもの、折り重ねることができるものなど薄い敷物の総称で、『古事記』には「菅畳（すがだたみ）」「皮畳（かわだたみ）」「絁畳（きぬだたみ）」などの記述がみられる（『古事記』では「多多美」の表記もみられる）。
正倉院の「御床畳」は現存する最古の畳（残欠）で、聖武天皇77回忌に東大寺盧舎那仏像に奉献されたものだが、この畳は現代の畳に形状や構成が似ている。また、平安時代の『枕草子』の清涼殿内の描写には「たたみ」が記されており上流社会では畳が使用されていた。
ただ、古代の畳は主に寝具として、寝台の上に敷いて用いられるものだった。また、寝殿造でも畳は人が座る場所にのみ敷くものだった。

### 中世
12世紀には畳は寝具あるいは座具として畳表に若干の厚みを付けたものだったが、次第に畳床は厚くなり、14世紀頃には藁を締め固めた畳床を付けるようになった。12世紀後半の『源氏物語絵巻』では薄い敷物のため短辺が丸まり弧を描いている。一方、13世紀初頭の『北野天神縁起』には、広壮な家が火事になり家財を持ち出す絵があるが、畳のような長方形の物を持ち出す者と縁付きの厚みのある敷物を巻いた状態で持ち出す者が描かれており、硬い長方形の畳と巻けるほど長い敷物を併用していた可能性も指摘されている。
室町時代に入ると、書院造の登場によって部屋全体に畳を敷く様式が現れた。

### 近世
桃山時代から江戸時代にかけて茶道の発達により数奇屋風書院造がみられるようになり、畳は茶室建築だけでなく町家でも用いられるようになった。
しかし、一般庶民に畳が普及したのは江戸時代中期以降で、農村部ではさらに遅く明治時代以降のことである。江戸時代、日光街道・日光御成街道沿いの地域では供侍の宿泊用に、民家一戸ずつの間取り等の提出させており、その史料によると江戸時代中期から後期になっても同街道沿いでは莚敷きが主流だが、年代が下るほど畳の使用枚数は増えている。

### 現代
昭和の半ばになると製畳機が普及して畳床の製作が畳屋から分離し、新築住宅着工件数の増加とともに大都市近辺では床屋（畳床専門業者）が出現した。
畳（畳床）は稲藁を原材料としていたが、農村の都市化や離農化、稲作機械の近代化（刈り取りから脱穀までを一体的に行うコンバインの普及）などで、従来のような長い稲藁の刈り取りが困難となった。そこで脱藁の畳床の研究と実用化が行われ、1963年（昭和38年）頃からポリスチレンフォーム、1973年（昭和48年）頃からインシュレーションボードを複合した畳床が製造されるようになった。これらの畳床が増加したことで、伝統的に藁だけを使用していた畳は、藁の間に発泡スチロール（スタイロフォーム）を挟んだものが大半となった（スタイロ畳）。
高度経済成長を経て住まいの洋風化が進行するのに伴い、畳の需要は減少傾向になった。カビと虫害の存在も原因とみられる。
洋風化にあわせ、フローリング上で用いる置き畳も用いられるようになった。また、畳表と畳床の間に面発熱体を挟んだ暖房畳や畳の裏面をカーペットにした両面畳、防水畳や、車椅子に対応した畳なども登場している
。

## 構造

### 畳床

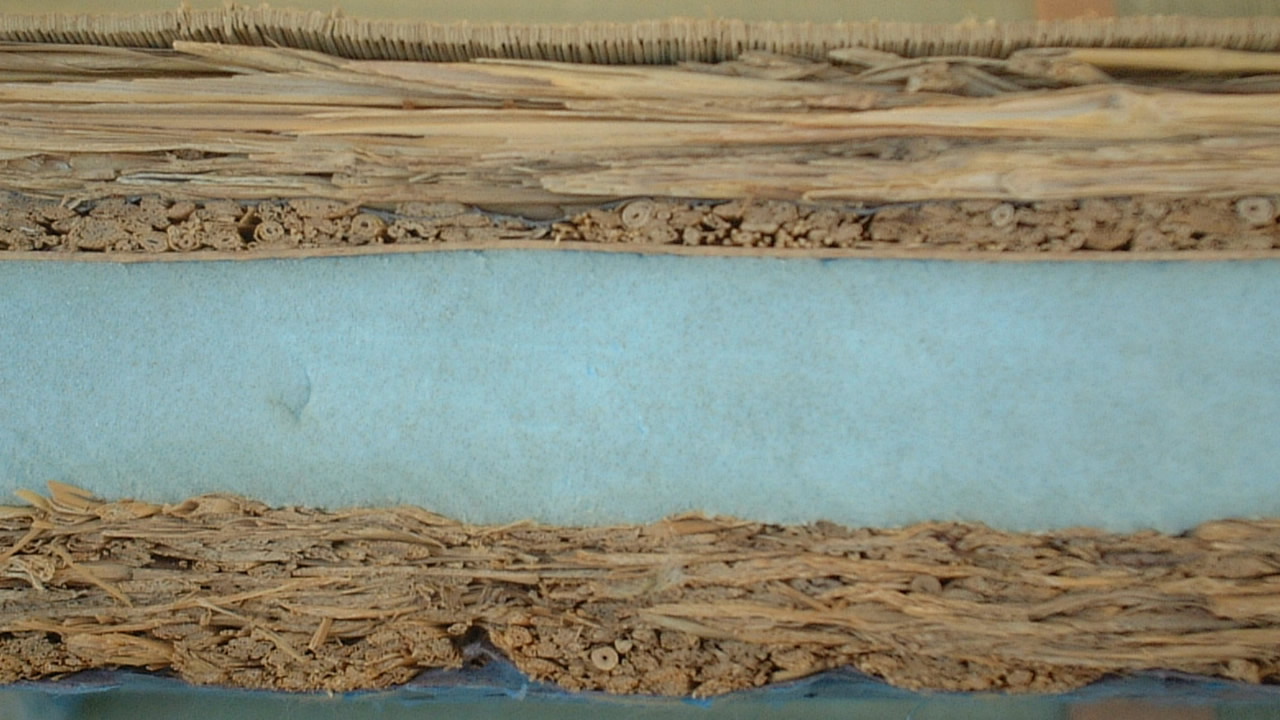
断面写真
写真は「藁サンド」といわれる発泡ポリスチレンの板(スタイロフォーム)を藁で挟んだタイプのもの。

畳は表面の畳表と芯材となる畳床で主に構成されるが、畳表は特殊用途の畳を除いてイグサを用いており、畳は構造的には畳床の種類で分けられる。
稲わら畳床（ワラ畳）
稲藁を圧縮して縫い合わせた畳。重量が重く、断熱性は中程度であるが、耐圧縮性ではほぼ復元性があり、吸放湿性に優れ、廃棄時にも有毒ガスをほとんど出さない。しかし、気密性の高い住宅が増加したことによるダニによるトラブルの増加、中高層住宅での作業性（畳の軽量化）、稲藁の産出が年一回で多量在庫となること、稲藁は天然産品で品質や価格が不安定なこと、作業環境上で塵埃が出にくい素材が好ましいことなどから工業生産物で代替されるようになった。
ポリスチレンフォームサンドイッチ畳床
重量は軽く、断熱性も良いが、耐圧縮性の復元性や吸放湿性で劣り、廃棄時の有毒ガスの発生も問題となる。発泡ポリスチレン等を材料とした畳床は化学床ともいう。
インシュレーションボード畳床
木材チップを主原料としており、重量は中程度であるが、耐圧縮性の復元性もあり、断熱性や吸放湿性もよく、廃棄時の有毒ガスの発生もほとんど無い。木質系の繊維板を材料とした畳床は建材床ともいう。

### 畳表

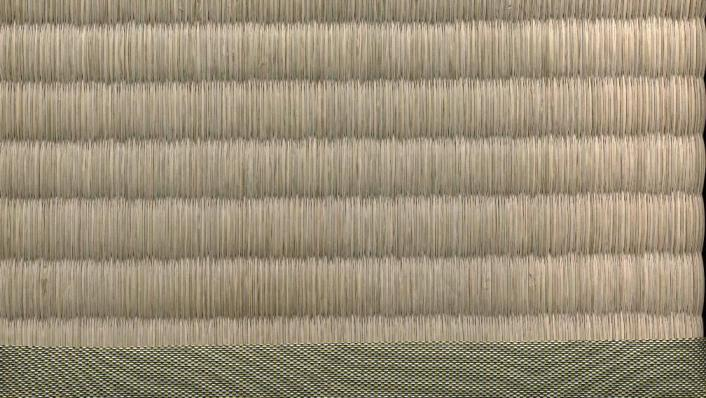
畳表

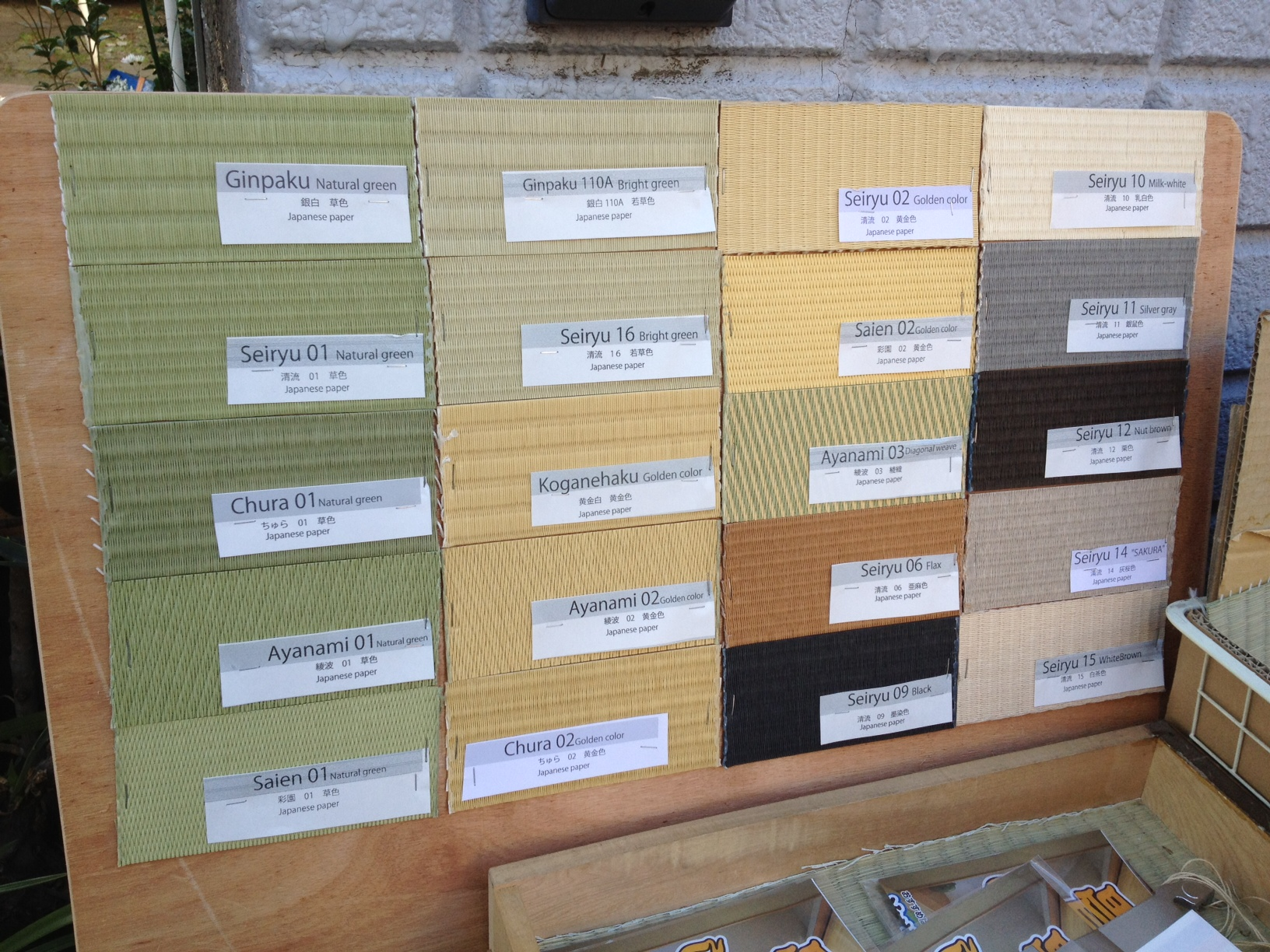
様々な畳表

畳表はイグサを緯糸に、麻糸あるいは綿糸を経糸として織る。畳表に使用するイグサは、通常の丸藺のほか、七島藺（シチトウイ）や太藺も用いられる。
イグサは予め泥染めして乾燥させたものを使用する。織り方には、普通目（畳目）織り、目積（目迫）織り、諸目織りなどがある。一般的には1本のイグサから巾全長を通して織る引通表であるが、備後には2本のイグサを中央で継いで巾全長とする中通表もある。
丸藺の畳表の生産地は熊本県のほか、福岡県、佐賀県、高知県、石川県などである。
七島藺は断面が太く三角形で、半分に裂いて緯材に用いて畳表にする。琉球畳は元来は七島藺を使用した畳表のことをいうが、縁なし畳全般を指すようになっている。七島藺はもとはトカラ列島で薩摩藩の厳しい監視下で栽培されていたが、1663年に橋本五郎右衛門が大分県に持ち帰ったという。その後、静岡県、岡山県、愛媛県、熊本県、鹿児島県、沖縄県などでも栽培されていたが、生産者は減少し、大分県の数軒のみで栽培されている。
なお、藺草以外の素材に同様の中空構造を施した紙やプラスチックの畳表もある。

### 畳縁
一般的に畳床を畳表で包むとき、長手方向には畳表を巻き付けて裏側で畳床に縫い付ける（この側面部を框（かまち）という）が、横方向は畳床の幅に合わせて畳表を切り揃えてしまう。切り放しのままでは畳表が固定されないので、畳縁で切り口を隠すと同時に畳床に縫い付けて止める。
畳床を畳表で包むときに、縦方向だけでなく横方向にも巻きつけて、折り込むように裏側で縫い付けると縁無し畳となる。ただし、一般的な畳表（諸目表）を横方向に巻き付けようとしても緯糸のい草が鋭角的に折れ曲がってしまい上手くいかない。縁無し畳の場合には織り目が詰んでいる目積表（めせきおもて）が一般的に利用される。
歴史的には天皇や法皇が用いる畳には繧繝縁が付けられた。このように身分等によって利用できる畳縁に制限があった。
- 繧繝縁（うんげんべり・うげんべり）…天皇・三宮（皇后・皇太后・太皇太后）・上皇、神仏像
- 高麗縁（こうらいべり）…親王・摂関・大臣（大紋高麗縁）、公卿（小紋高麗縁）

ただし、明治時代以前は畳縁用の織物はなく、一般的には小幅織りの麻布を染色して五つ割りか六つ割りにして用いていた。

## 住空間と畳

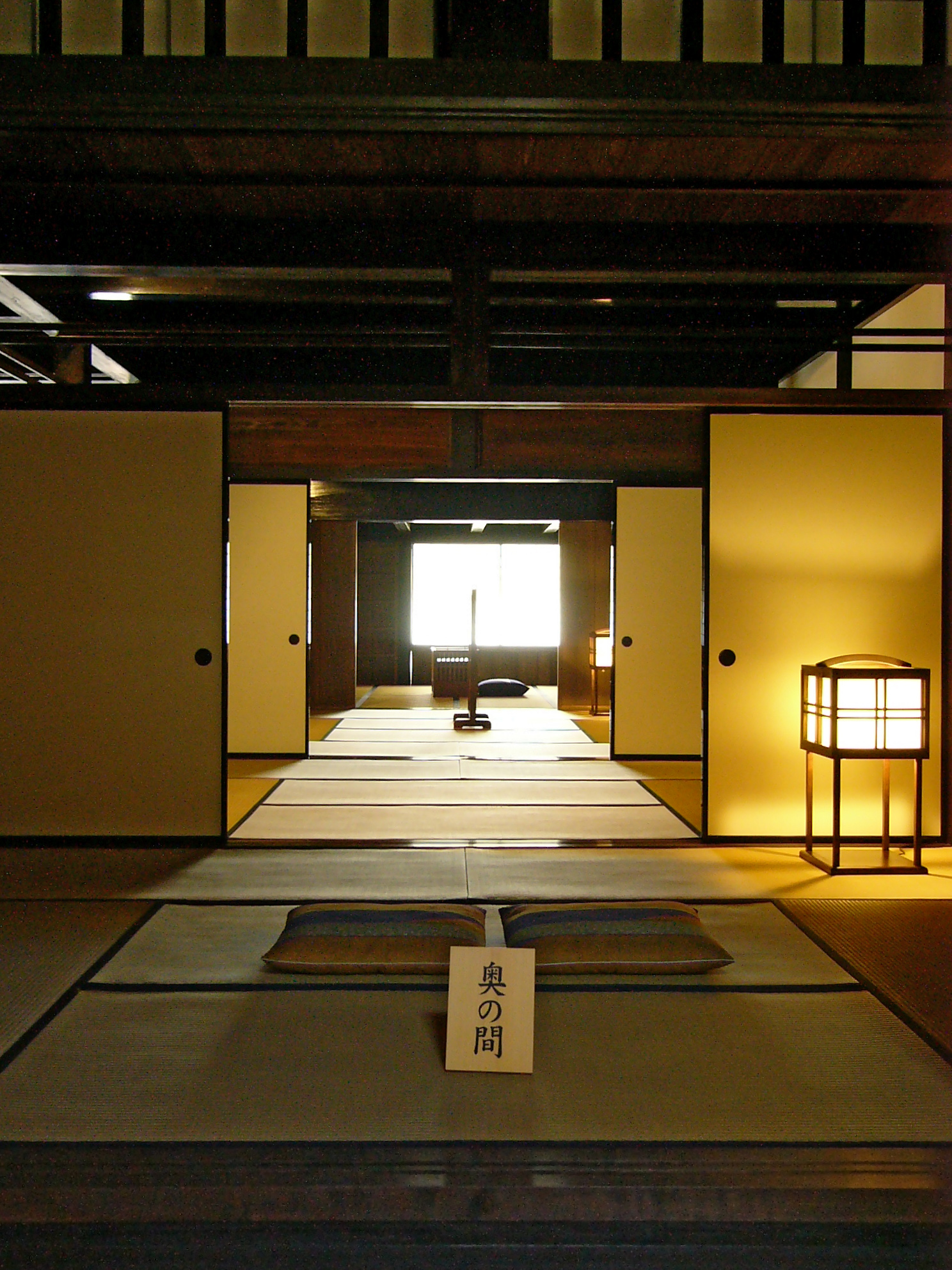
伝統的な日本家屋にみられる畳敷きの部屋（旧岡田家住宅・奥の間 兵庫県伊丹市）。

### 寸法
近世以降の日本における民家建築の平面寸法のとり方には、柱真々間の寸法（柱の位置と大きさ）を決定した後で適宜畳を収める柱真々制と一定寸法の畳を割り付けて後追い的に柱の位置が決まる柱内法制（畳割制）がある。
室町時代の民家遺構には畳割はみられず、現存遺構で畳割が確認できる古い例は、寛永9年（1632年）に建築された奈良県御所市の中村家住宅、17世紀前半に建築された大阪府羽曳野市の吉村家住宅などである。
大まかには東日本では柱真々制、西日本では畳割制とされたが、実際には東北地方や関東地方にも畳割の民家が広く存在した。江戸時代末まで柱真々制の手法をとっていた地域は限定的であるとされる。
畳は地方によって異なる寸法のものが存在している（畳の寸法については表参照）。日本間の大きさには京間（柱心々寸法2,015mm、1畳は約1.82m2）、中京間（柱心々寸法1,924mm、1畳は約1.66m2）、江戸間（柱心々寸法1,818mm、1畳は約1.55m2）などがあるほか、柱心々寸法2,000mmのメートル間と呼ばれるものもある。
不動産公正取引協議会連合会では、1.62平方メートル以上の広さを1畳とすることとしている。この1.62 m2は、各室の壁心面積を畳数で除した数値である。
| 名称                              | 寸法                              | 主な地域・用途 |
| --------------------------------- | --------------------------------- | -------------- |
| 御所畳                            | 7尺3寸×3尺5寸（2,121mm×1,061mm）  |                |
| 昔畳                              | 6尺5寸×3尺2寸5分（1,970mm×985mm） |                |
| 京間（本間）                      | 6尺3寸×3尺1寸5分（1,910mm×955mm） | 関西地方       |
| 中京間 （中間、相の間、三六間）   | 6尺×3尺（1,820mm×910mm）          | 中京地方       |
| 江戸間 （田舎間、関東間、五八間） | 5尺8寸×2尺9寸（1,760mm×880mm）    | 関東地方       |
| 団地間（五六間）                  | 5尺6寸×2尺8寸（1,700mm×850mm）    | 集合住宅       |

このほか以下のような畳がある。
- 六一間
  - 安芸間[16]（広島間） - 6尺1寸×3尺5寸[16]。広島県西部で使用[15]。
  - 関間 - 六一間で関門地方で使用[15]。
- 佐賀間 - 6尺2寸×3尺1寸[15]。佐賀県や長崎県佐世保で使用[15]。
- 越前間 - 福井東部の六畳間[13]、あるいは六尺三寸間[21]。

### 敷き方
祝儀敷き
現在の家屋等では通常、この敷きかたをする。4枚の畳の角が一か所に集まらないようにする。
長方形でも縦横の長さによってはこの敷き方は不可能。7:10の35畳敷が不可能な最小の例。
不祝儀敷き
葬儀など縁起の悪いときに、祝儀敷きに対応する作法として敷き換えを行った。よって、お寺や大広間のような広い空間に、最初から並べる敷き方とは意味が違う。

## その他の畳
柔道畳
柔道で用いられる専用の畳。嘉納治五郎が1882年（明治15年）に講道館を創設し、道場として永昌寺に敷かれた畳は径が太く丈夫な七島藺を使用する琉球畳であった。現代ではイグサを用いず、畳の目を模した凹凸の表面があるポリマー製の一枚シートを畳表とするものが一般的。そのため柔道における激しい使用においても、通常の畳のようにささくれたりホコリが発生したりはしない。畳表と畳床を密着させた密着型と、密着させないカバー型がある。密着型では畳表のたるみやしわが発生せず、カバー型では傷んだ畳表を交換することができる。畳縁はない。

神事の畳
神社では、畳を帖（じょう）または、畳（じょう）と称する。平安時代の延喜式では、長帖、短帖、菅帖、狭帖等を挙げ「席（むしろ）を表、薦を裏とし両縁に布帛を施す」とある。他にも龍髭帖、八重帖、厚帖、薄帖等がある。縁には二方縁と四方縁がある。また白、青、黄、紅、緑、紫、などの色もある。なおこの色は身分による区別も存在した。なお、現在の神事では御霊代用には二方縁などを使用し、祭場座席には白二方縁薄帖半帖などを用い、畳目を縦に縁を前後にする。

敷具・履具・収納
畳の踏み心地を活かすため、接足面に畳を模したカーペットやスリッパが市販されている。
また天板に畳を使った収納ボックス（畳収納、高床式ユニット畳）もある。